# Prima Divisione 1951-1952
La Prima Divisione fu il massimo campionato regionale di calcio disputato in Italia nella stagione 1951-1952.
Avendo deciso la FIGC col Lodo Barassi una radicale riforma dei campionati minori per la stagione successiva, questa edizione si differenziò dalle precedenti in quanto non mise in palio posti per il campionato interregionale, ma fu finalizzata a qualificare le società partecipanti: le migliori avrebbero avuto accesso al nuovo Campionato Regionale (detto di Promozione), mentre le altre squadre non ammesse sarebbero rimaste iscritte al declassato campionato di Prima Divisione che non sarebbe divenuto l'ultimo gradino ordinario della piramide calcistica nazionale perché, a seconda delle diverse realtà regionali, già dalla stagione sportiva 1947-1948 ai "Commissariati Provinciali" (ex Comitati di Sezione Propaganda) era stato dato mandato di organizzare il campionato di Seconda Divisione provinciale.

## Campionati
- Prima Divisione Abruzzo 1951-1952
- Prima Divisione Basilicata 1951-1952
- Prima Divisione Calabria 1951-1952
- Prima Divisione Campania 1951-1952
- Prima Divisione Emilia-Romagna 1951-1952
- Prima Divisione Friuli-Venezia Giulia 1951-1952
- Prima Divisione Lazio 1951-1952
- Prima Divisione Liguria 1951-1952
- Prima Divisione Lombardia 1951-1952
- Prima Divisione Marche 1951-1952
- Prima Divisione Piemonte-Valle d'Aosta 1951-1952
- Prima Divisione Puglia 1951-1952
- Prima Divisione Sardegna 1951-1952
- Prima Divisione Sicilia 1951-1952
- Prima Divisione Toscana 1951-1952
- Prima Divisione Tridentina 1951-1952
- Prima Divisione Umbria 1951-1952
- Prima Divisione Veneto 1951-1952